# 五洋建設
五洋建設（日語：五洋建設株式会社，官方英文名稱），1896年成立时原名「水野組」，至1954年資本化並改為現有名稱，是日本知名的承建商。五洋建設主要承辦填海或與海洋有關的土木工程，其次為一些較為複雜的公用建築工程，在東京、新加坡、香港、印尼、馬來西亞、埃及、斯里蘭卡、印度、泰國、越南、杜拜均設有辦公室。

## 主要工程

### 日本
- 關西國際機場第二期填海工程
- 中部國際機場
- 東京國際機場
- 明石海峽大橋
- 彩虹大橋
- 橫濱新港郵輪碼頭
- 東京灣跨海公路川崎人工島
- 西九州新幹線松原高架橋、新大村站高架橋及新大村站
- 神奈川齒科大學附屬醫院
- 吳市海事歷史科學館
- 萬事得Zoom-Zoom廣島球場（與增岡組聯營）

### 新加坡
- 新加坡樟宜機場（填海工程）
- 裕廊島填海工程
- 濱海藝術中心
- 卓錦豪庭

### 香港
- 香港理工大學紅磡灣校園(3-4樓，6-11樓改建工程)
- 廣深港高速鐵路香港段米埔至牛潭尾段隧道
- 香港鐵路東鐵綫過海隧道（與中國建築聯營）
- 香港鐵路屯馬綫顯徑站
- 香港鐵路屯馬綫荃灣西站及隧道
- 落馬洲管制站擴建
- 悅湖山莊
- 南濤閣
- 嘉強苑B座
- 康東邨
- 葵盛東邨六期
- 天悅邨七期
- 遷置聖公會聖巴西流中學
- 港九街坊婦女會孫方中書院及保良局田家炳千禧小學
- 聖公會柴灣聖米迦勒小學
- 香港國際機場（第三跑道填海工程）
- 香港知專設計學院（與華潤建築聯營）
- 香港中文大學康本國際學術園、伍何曼原樓（含HKIX數據中心分站）
- 國際廚藝學院
- 香港醫學專科學院
- 東華三院黃笏南中學重建
- 啟德郵輪碼頭相關海事工程
- 豐樹中心
- 啟德發展計劃-承豐道西段及附近的基建工程
- 庫務大樓
- 香港政府數據中心
- 小欖醫院舊址重建而成的復康大樓
- 威爾斯親王醫院包玉剛癌症中心
- 海港城港威大廈
- 中區填海工程第一期（寶嘉-五洋-BSG聯營）
- 青荔橋（寶嘉-五洋聯營）
- 港鐵將軍澳車廠二期內部結構

### 其他國家/地區
- 蘇伊士運河工程
- 蘇伊士運河大橋
- 楚克國際機場改善工程